# Вовчківці (зупинний пункт)
Вовчкі́вці — залізничний пасажирський зупинний пункт Івано-Франківської дирекції залізничних перевезень Львівської залізниці.
Розташований поблизу села Любківці Снятинського району Івано-Франківської області на лінії Коломия — Чернівці-Північна між станціями Заболотів (5 км) та Видинів (4 км).
Станом на серпень 2019 року щодня чотири пари дизель-потягів прямують за напрямком Коломия — Чернівці.